# カルシ

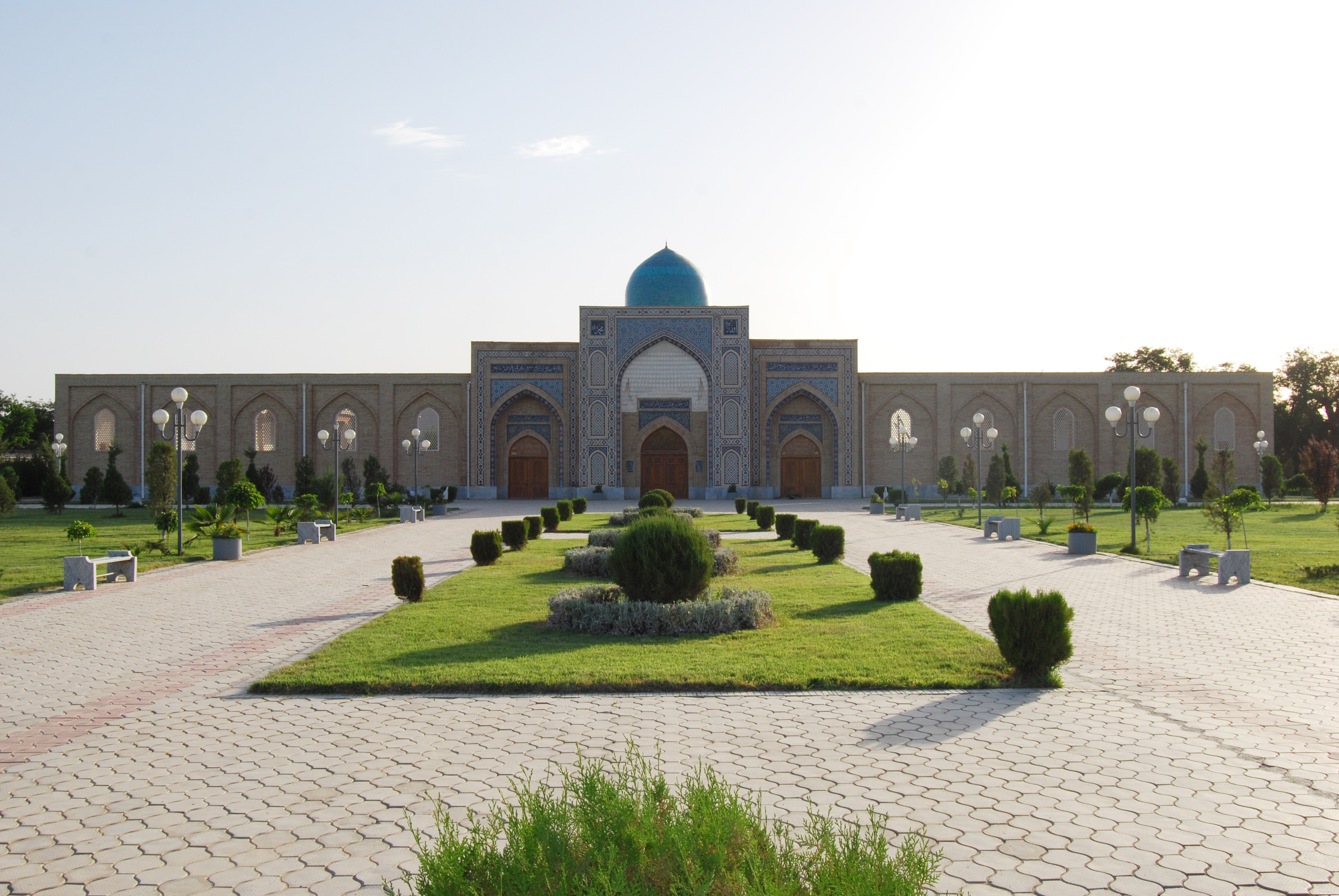
コク・ゴンバズ・モスク

カルシ (ウズベク語: Qarshi / Қарши; ペルシア語: نخشب / Nakhshab; ロシア語: Karshi / Карши; モンゴル語: Kharsh-khot / Харш-хот) は、ウズベキスタンのカシュカダリヤ州にある都市でありカシュカダリヤ州の州都である。首都タシュケントの南南西520km、アフガニスタンとの国境から北西に350kmの地点にある。2012年現在の人口は約23万人である。天然ガスやカーペット生産が主な産業となっている。Karshiと表記されることもある。

## 概要
街の起源はペルシア帝国時代のソグディアナにある地名ナフシャブ (Nakhshab)、イスラム帝国のナサフ (Nasaf)、モンゴル帝国時代のハルシュホト (Kharsh-khot) にまで遡る。ブハラ・ハン国のマンギト朝時代は国内第2の都市となり、コムギ、綿、絹などを生産してはキャラバンでブハラやバルフと交易を行う交易都市として栄えた。チャガタイ・ハン国のカザン時代には夏の首府が置かれていた。1364年、ティムールは現在のカルシ南部に要塞都市を築き、これが都市名の由来となった。
18世紀にシャフリサブスが都市としての重要性を低下させると、入れ替わるようにカルシは重要視されるようになる。1868年までに10のキャラバンサライと4つのマドラサが建設された。
ウズベク・ソビエト社会主義共和国時代の1970代前半にはトルクメニスタンにあるアムダリア川からの灌漑計画が完了し、大規模製綿事業が行われていた。

## 文化施設
- ホジャ・アブドゥルアジズ・マドラサ - カルシ最大のマドラサ、現在博物館を建設中
- ラビヤ・マドラサ - 19世紀後半に設立された女性用のマドラサ
- コク・グンバズ・モスク - 16世紀に建設されたモスク

## 工業
天然ガスを液体燃料へと変換するGTLプラントがカルシの40km南に建設中である。この工場はサソール社のGTL技術を採用しており、年間140万トンの生産が可能である。工場ではGTLディーゼル、ケロシン、ナフサ、液体ガスなどを精製する。プロジェクト全体の費用は約40億USドルであり、中央アジア初のハイテク工場となる。この事業はウズベキスタンGTLという、サソール社とペトロナス社、ウズベクネフテガス (Uzbekneftegas) による合弁事業として行われており、ウズベクネフテガスとサソール社が44.5％ずつ出資、残りの11％をマレーシアのペトロナスが出資して2009年に設立された。プラントはシュルタン・ガスや化学コンビナートを基礎にして建設される予定である。

## 教育
カルシにはひとつの大学と高等教育機関の研究所がある。
- カルシ州立大学（ウズベク語版）
- カルシ工業経済研究所[5]

## スポーツ
サッカーの国内最上位リーグであるウズベク・リーグに参加しているナサフ・カルシが本拠地としている。

## 交通
現在、国際協力機構 (JICA) によりカルシからテルメズまでの鉄道貨物輸送を電化する作業が行われている。

## 出身人物
- ボティル・ノシロフ（英語版） (1985年- ) - サッカー選手